# Völkershausen (Vacha)
Völkershausen – dzielnica miasta Vacha w Niemczech, w kraju związkowym Turyngia, w powiecie Wartburg. Do 30 grudnia 2013 samodzielna gmina wchodzą w skład wspólnoty administracyjnej Vacha.